# Temple Beth-El
El Temple Beth-El és una sinagoga situada a San Antonio (Texas), als Estats Units, va ser fundada en 1874, i és la sinagoga més antiga del sud de Texas. El temple actual es troba al nord del San Antonio Community College. El Temple Beth-El és una congregació jueva reformista, i és un membre fundador de la Unió per a la Reforma del Judaisme. És coneguda com un dels llocs religiosos més contemporanis de San Antonio.